# La Secrétaire privée d'André Hardy
Série Andy Hardy
André Hardy va dans le monde (1940) La vie commence pour André Hardy (1941)
Pour plus de détails, voir Fiche technique et Distribution.
La Secrétaire privée d'André Hardy (Andy Hardy's Private Secretary) est un film américain en noir et blanc réalisé par  George B. Seitz, sorti en 1941.
Il s’agit du dixième des seize volets que compte la série de films mettant en scène le personnage d'Andy Hardy, interprété par Mickey Rooney depuis 1937.

## Synopsis
André Hardy est un lycéen. Lorsque son père, le juge Hardy, découvre que la famille Land vit dans la pauvreté, il ordonne à son fils d'embaucher Kathryn Land comme secrétaire, et son frère comme décorateur. Leur père, Steven Land, était autrefois un homme respecté, mais après le déclenchement de la Seconde Guerre mondiale, il n'arrive pas même à trouver un emploi dans un garage. André et Kathryn passant de plus en plus de temps ensemble, Polly, la petite amie d'André, devient jalouse. Mais la famille Land va bientôt déménager en Amérique du Sud où Steven a trouvé une offre d'emploi.

## Fiche technique
- Titre français : La Secrétaire privée d'André Hardy
- Titre original : Andy Hardy's Private Secretary
- Réalisation : George B. Seitz
- Scénario : Jane Murfin, Harry Ruskin, Carey Wilson, d'après les écrits de Aurania Rouverol et Katharine Brush
- Société de production : Metro-Goldwyn-Mayer
- Société de distribution : Metro-Goldwyn-Mayer
- Musique : Herbert Stothart
- Photographie : Lester White
- Montage : Elmo Veron
- Format : Noir et blanc — 35 mm — 1,37:1 — Son : Mono (Western Electric Sound System)
- Pays d'origine : États-Unis
- genre : Comédie familiale
- Durée : 101 minutes
- Dates de sortie : 
  - États-Unis : 21 février 1941
  - France : 23 mars 1942

## Distribution
- Lewis Stone : le juge Hardy
- Mickey Rooney : André Hardy (Andy Hardy en VO)
- Fay Holden : Mme Hardy
- Ann Rutherford : Polly Benedict
- Sara Haden : tante Milly
- Ian Hunter : Steven V. Land
- Kathryn Grayson : Kathryn Land
- Gene Reynolds : Jimmy McMahon
- George Breakston : « Beezy » Anderson
- Todd Karns : Harry Land
- Addison Richards : Benedict
- Margaret Early : Clarabelle Lee
- Bertha Priestley : Susan Wiley
- Joseph Crehan : Peter Dugan

## Source
- La Secrétaire privée d'André Hardy sur EncycloCiné